# L'Origine de la Voie lactée (Rubens)
Pour les articles homonymes, voir L'Origine de la Voie lactée (Le Tintoret).
L'Origine de la Voie lactée ou  la Naissance de la Voie lactée est une peinture de l'artiste flamand Pierre Paul Rubens représentant le mythe gréco-romain sur l'origine de la Voie lactée. La peinture représente Héra déversant son lait maternel, l'enfant Héraclès et, en arrière-plan, Zeus, reconnaissable par l'aigle et les éclairs. Le visage d'Héra est calqué sur celui de l'épouse de Rubens, Hélène Fourment. Le chariot est tiré par des paons, les animaux préférés d'Héra. 
Le tableau appartient à la série de commandes de Philippe IV d'Espagne pour décorer la tour de la Parada.